# Pachamanca

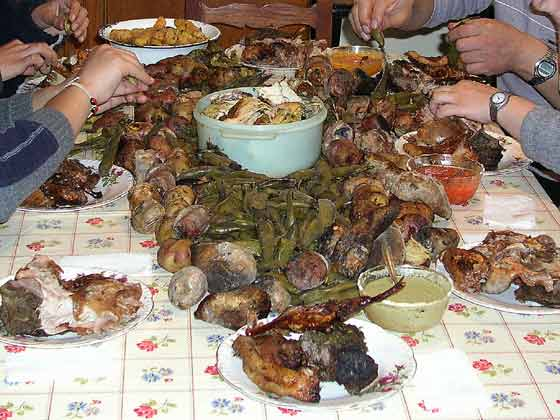
Una tavolata imbandita e pronta per mangiare la pachamanca

La pachamanca (dal quechua pacha, «terra» e manka, «pentola»; «pentola di terra» ) è un piatto tipico della cucina peruviana basato sulla cottura al riverbero, prodotto da pietre pre-riscaldate, di carni di agnello, maiale, pollo e cuy previamente portate a macerazione con spezie.
A questa cottura si aggiungono prodotti originali andini come patate, carote ed in alcuni casi manioca
Questo piatto speciale della cucina peruviana, esistente sin dall'epoca dell'Impero Inca si è evoluto ed il suo consumo si è espanso su tutto il territorio peruviano; sono state introdotte nel tempo variazioni sia sul procedimento tecnico di produzione, ma non negli ingredienti e nel tipo di cottura.
Nel Perù la pachamanca si serve tradizionalmente, dal nord al sud, nelle regioni di Ayacucho, Junín, Huancavelica e Huánuco con varianti locali nel processo di condimentazione.
Il fattore comune è l'impiego di pietre carenti di solfuri (la migliore è la turbidite), la patata e il camote come ingredienti, e le carni in generale ermeticamente avvolte con foglie di platano. Dall'ultimo decennio del XX secolo questo piatto si serve anche a Lima durante feste e nei ristoranti della cuencas del Chillón (verso Canta), del Rímac (Chaclacayo, Chosica) e di Lurín (Cieneguilla).

## Ingredienti
Carni di manzo, maiale, agnello, pollo e porcellino d'India; spezie: chincho, coriandolo e peperoncino. Contorno: patata, camote, manioca. Nella Cordigliera delle Ande sono importanti le humitas, fatte con mais fresco tritato, fave e formaggio fuso.

## Preparazione
Il principio di base è quello di creare una cavità con materiale refrattario, che permetta di essere portato ad alte temperature, per poi procedere alla cottura delle carni. Così in molti luoghi del Perù, si crea un forno artigianale scavando un buco nella terra, dove si collocano pietre che si riscaldano con la combustione della legna. Non si usano pietre qualsiasi, bensì pietre tali per cui il contenuto di solfuri sia basso (turbiditi). In questo modo non si altera il sapore delle carni. Alternativamente si usano strutture di mattoni.
Una volta riscaldato il forno, si procede con l'introduzione della carne precedentemente condita e marinata con abbondanti spezie per insaporirla, ed avvolta con foglie di platano. La carne viene ordinata su alcune superfici portanti (pietre, lastre, o vassoi metallici). Si introducono nel forno anche i contorni. Infine si chiude il forno o mediante foglie e terra (metodo tradizionale) o con altro meccanismo che permetta una chiusura ermetica al fine di non disperdere il calore che gli elementi refrattari hanno conservato.
Trascorso un certo tempo (basato sui calcoli e sull'esperienza del cuoco) si apre il forno e si procede a servire. Dipendendo dalla quantità degli alimenti e dal calore delle pietre, il tempo ideale sarebbe 40-90 minuti.
La maniera migliore di servire e mangiare la pachamanca è su una tavola grande o su una tovaglia stesa direttamente sul terreno. Le patate, le fave, i camote, le humitas vengono disposte lungo la tavola, così da permettere l'accesso a tutti gli invitati. Le carni (un po' per tipo) si servono in piatti. Il japchi (salsa di rocoto, formaggio e huacatay) viene servita come accompagnamento a questi piatti.
La pachamanca, nota alla maggior parte dei peruviani è relativamente moderna. Nei tempo precolombiani non si utilizzavano le carni. La cottura si faceva in "pirqas", ovvero forni piramidali bucati, nei quali si mettevano pezzi di legna accesa per riscaldare le pietre e poi, una volta calde, si mettevano le patate.
Lungo la costa si usa accompagnare il piatto con Inca Kola; nella sierra si utilizza la chicha.

### Processo in immagini

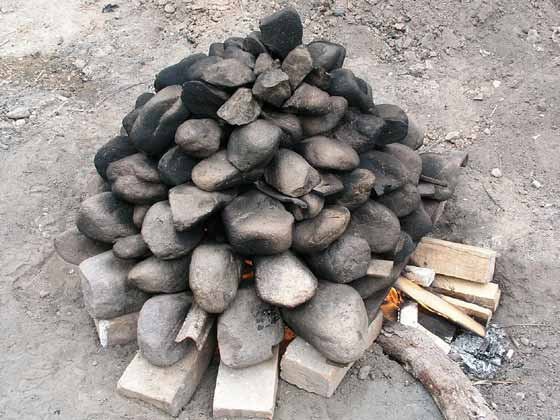
Riscaldamento delle pietre sul fuoco
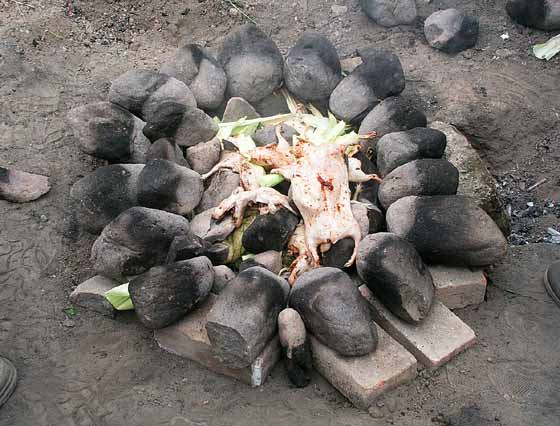
Disposizione della carne e delle pietre
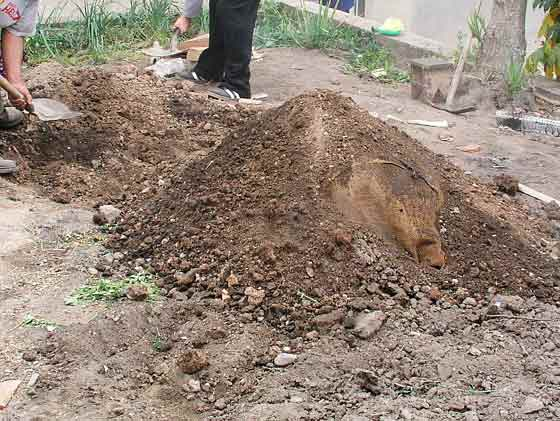
Chiusura del forno con erbe, tele e terra
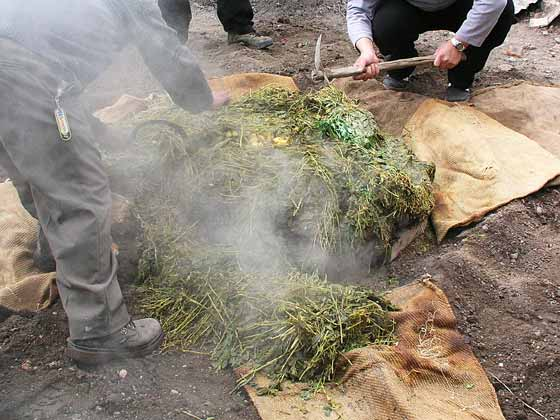
Dopo un'ora e mezza si riapre il forno e si serve

## Elemento comune
L'"elemento comune" a tutte le forme di preparazione è la macerazione della carne con alcune spezie che le conferiscono un sapore caratteristico. La carne di maiale si macera in chincho nella regione di Huánuco. Il risultato è che ogni tipo di carne avrà un colore differente al termine della cottura.

## Si veda anche
- Cucina peruviana
- Chicha
- Perù